# كرايغ برايس (لاعب اتحاد الرغبي)
كرايغ برايس (بالإنجليزية: Craig Price)‏ هو لاعب اتحاد الرغبي بريطاني، ولد في 22 يونيو 1989 في نيث ‏ في المملكة المتحدة.